# Plectrohyla teuchestes
Plectrohyla teuchestes es una especie de anfibios de la familia Hylidae.
Es endémica de la Sierra de Xucaneb (Guatemala).
Sus hábitats naturales son los montanos secos y los ríos. Está amenazada de extinción por la destrucción de su hábitat natural.